# Hannes Harju
Hannes Harju (7 dicembre 1999) è un giocatore di football americano finlandese che gioca come wide receiver per i Kuopio Steelers.

## Palmarès
- 2 Vaahteramalja (2021, 2022)